# Вест-Александрія (Огайо)
Вест-Александрія (англ. West Alexandria) — селище (англ. village) в США, в окрузі Пребл штату Огайо. Населення — 1334 особи (2020).

## Географія
Вест-Александрія розташований за координатами 39°44′40″ пн. ш. 84°32′4″ зх. д. / 39.74444° пн. ш. 84.53444° зх. д. (39.744369, -84.534330).  За даними Бюро перепису населення США в 2010 році селище мало площу 1,74 км², уся площа — суходіл. В 2017 році площа становила 2,24 км², уся площа — суходіл.

## Демографія
Згідно з переписом 2010 року, у селищі мешкало 1340 осіб у 551 домогосподарстві у складі 371 родини. Густота населення становила 768 осіб/км².  Було 611 помешкання (350/км²).
Расовий склад населення:
| - 96,4 % — білих - 1,0 % — чорних або афроамериканців - 0,6 % — азіатів - 0,1 % — корінних американців |

До двох чи більше рас належало 1,8 %. Частка іспаномовних становила 1,4 % від усіх жителів.
За віковим діапазоном населення розподілялося таким чином: 25,4 % — особи молодші 18 років, 59,8 % — особи у віці 18—64 років, 14,8 % — особи у віці 65 років та старші. Медіана віку мешканця становила 37,8 року. На 100 осіб жіночої статі у селищі припадало 91,2 чоловіків;  на 100 жінок у віці від 18 років та старших — 85,0 чоловіків також старших 18 років.
Середній дохід на одне домашнє господарство  становив 49 669 доларів США (медіана — 41 985), а середній дохід на одну сім'ю — 54 523 долари (медіана — 41 917). Медіана доходів становила 45 135 доларів для чоловіків та 39 688 доларів для жінок. За межею бідності перебувало 18,7 % осіб, у тому числі 29,4 % дітей у віці до 18 років та 8,6 % осіб у віці 65 років та старших.
Цивільне працевлаштоване населення становило 770 осіб. Основні галузі зайнятості: виробництво — 25,7 %, освіта, охорона здоров'я та соціальна допомога — 23,1 %, мистецтво, розваги та відпочинок — 11,6 %, науковці, спеціалісти, менеджери — 7,9 %.